# 維拉科塔山
14°34′56″S 69°25′45″W / 14.58222°S 69.42917°W
維拉科塔山（Vilacota），是秘魯的山峰，位於該國東南部普諾大區的桑迪亞省，屬於安第斯山脈中阿波洛班巴山脈的一部分，海拔高度5,179米。